# Boeing 707
A Boeing 707 (régebben, a beszélt nyelvben „Seven O Seven”) négyhajtóműves, keskenytörzsű sugárhajtású utasszállító repülőgép, amit az 1950-es évek elején az amerikai Boeing cég fejlesztett. Ez volt az amerikai cég első sugárhajtású repülője. A gép az 1960-as és 1970-es években élte fénykorát, egészen 1979-ig gyártották. A 865 db legyártott Boeing 707-es repülőgépből 2006 októberében már csak 68 állt a légitársaságok szolgálatában. Változatától függően 140 – 194 utast képes 5400 - 9300 km-re szállítani. A 707 alapmodelljéül a Boeing 367-80 szolgált. Belső terének kialakítása később tovább öröklődött a cég számos további gépeiben, így a Boeing 720-ban, a 727-ben, a 737-ben, és a Boeing 757-ben.
Noha nem ez volt az első utasszállító jet repülőgép, mégis korszakalkotó típus, mivel ezzel indult be igazán a sugárhajtású utasszállítás. Az első utasszállító jet, a De Havilland Comet a hibás tervezés miatt megbukott. A járművet egyaránt használták belföldi, kontinentális és transzatlanti repülésekre is.

## Fordítás
- Ez a szócikk részben vagy egészben  a   Boeing 707 című angol Wikipédia-szócikk fordításán alapul.  Az eredeti cikk szerkesztőit annak laptörténete sorolja fel. Ez a jelzés csupán a megfogalmazás eredetét és a szerzői jogokat jelzi, nem szolgál a cikkben szereplő információk forrásmegjelöléseként.